# Ichiban utsukushiku
Ichiban utsukushiku (一番美しく, Ichiban utsukushiku) é um filme escrito e dirigido por Akira Kurosawa.O filme se passa em uma fábrica óptica durante a Segunda Guerra Mundial. 
É considerado por muitos como um filme de propaganda de guerra, mesmo embora mostre todo o desenvolvimento do talento de Kurosawa como diretor. Cópias acessíveis a preços baixos e com legendas em inglês são facilmente encontradas na Internet. 
Algumas dos planos de fundos do filme são valiosos por mostrar as condições do Japão no período de guerra. A certa altura do filme, a música tema da marinha "Semper Fi" pode ser escutada ao fundo. Quando as mulheres reclamam dos inimigos japoneses, elas colocam os britânicos afrente dos estadunidenses, mas eram os Estados Unidos que estavam se preparando para a invasão. Uma das atrizes protagonistas do filme se tornou, mais tarde, esposa de Kurosawa.
O conflito central é a tentativa de alcançar altos objetivos de produção, mas muito do drama focaliza os trabalhadores nos dormitórios e instalações das fábricas tentando esconder seu estado de saúde debilitado para evitar que fossem mandados embora. É uma interessante percepção frente aos desafios encarados pelas pessoas em uma sociedade que, como em todos os países naquela época, estava inteiramente mobilizada para a produção militar. A história de Kurosawa também mostra a aproximação japonesa na gerência das questões de qualidade e produtividade de um ponto de vista científico. Aponta uma visão reveladora do gerenciamento científico e promove a motivação dos trabalhadores por fatores que não são visões negativas dos europeus e americanos, mas o desejo de encarar os desafios como indivíduos, trabalhadores e cidadãos.
O clímax do filme ocorre quando uma supervisora não consegue localizar uma lente que não passou no teste de controle de qualidade, e então tem que verificar novamente todo um lote de produção. Conforme ela verifica todo o lote, lente por lente, são exibidas seqüencias de pilotos japoneses olhando através de lentes já prontas para mirar em seus alvos. Outro ponto alto da trama ocorre quando uma trabalhadora é encorajada a voltar para casa para cuidar de seu pai após a morte de sua mãe. Ela recusa educadamente, dizendo que sua mãe a havia encorajado a continuar com seu trabalho na fábrica antes de morrer. Os supervisores rejeitam o pedido do pai para ter a filha de volta para casa, o que parece ser uma quebra de tradições. A utilização das câmeras por Kurosawa para compor essa cena é característica também em seus trabalhos posteriores.
O filme estadunidense Almas em Chamas, com Gregory Peck, foi diretamente influenciado por este docudrama de Kurosawa.